# Sonsbeck
Sonsbeck är en kommun i Kreis Wesel i Regierungsbezirk Düsseldorf i förbundslandet Nordrhein-Westfalen i Tyskland.